# Katagal, Lingsugur
Katagal là một làng thuộc tehsil Lingsugur, huyện Raichur, bang Karnataka, Ấn Độ.